# Adolfo Bassó

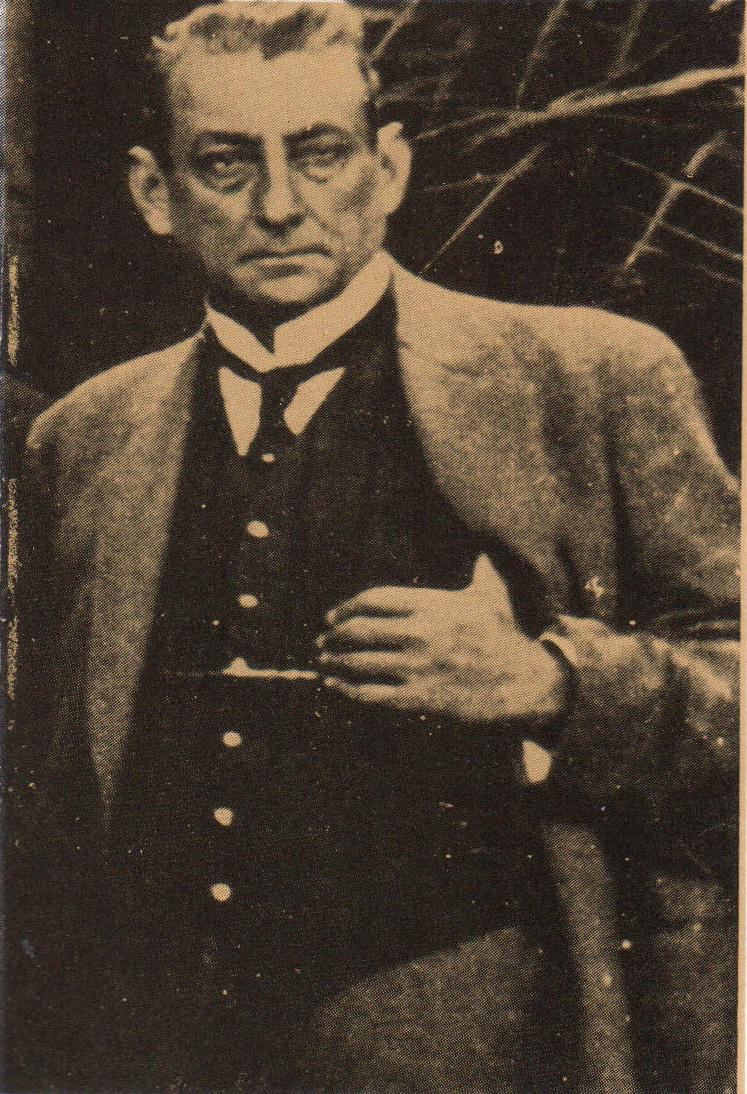
Adolfo Bassó

Adolfo Bassó Bertoliat was een Mexicaans militair.
Basso was afkomstig uit een Catalaanse familie uit Campeche. Bassó volgde een militaire opleiding in Campeche en Veracruz en werd kapitein van een fregat. Bassó werd in 1911 door president Francisco I. Madero tot kwartiermeester in het Nationaal Paleis. Op 18 februari 1913 werd hij met Gustavo A. Madero, broer van de president, tijdens de decena trágica, de staatsgreep van Victoriano Huerta, gevangengenomen. De rebellerende militairen brachten hen naar het fort La Ciudadela, waar hij gelyncht werd.